# Simonne Mathieu
Simonne Passemard-Mathieu, francoska tenisačica, * 31. januar 1908, Neuilly-sur-Seine, Francija, † 7. januar 1980, Chatou, Francija.
V posamični konkurenci je dvakrat osvojila turnir za Amatersko prvenstvo Francije, leta 1938, ko je v finalu premagala Nelly Landry, in 1939, ko je v finalu premagala Jadwigo Jędrzejowsko. Ob tem se je še šestkrat uvrstila v finale turnirja, kjer jo je trikrat premagala Hilde Krahwinkel, dvakrat Helen Wills in enkrat Margaret Scriven. Na turnirjih za Prvenstvo Anglije se je najdlje uvrstila v polfinale, kar ji je uspelo šestkrat. V konkurenci ženskih dvojic je šestkrat osvojila turnir za Amatersko prvenstvo Francije in trikrat Prvenstvo Anglije, še štirikrat se je uvrstila v finale, dvaktrat na turnirjih za Prvenstvo Anglije, ter po enkrat Amatersko prvenstvo Francije in Nacionalno prvenstvo ZDA. Dvakrat je osvojila turnir za Amatersko prvenstvo Francije tudi v konkurenci mešanih dvojic, po enkrat se je uvrstila v finale na turnirju za Amatersko prvenstvo Francije in Prvenstvo Anglije.

## Finali Grand Slamov

### Posamično (8)

#### Zmage (2)
| Leto | Turnir                           | Nasprotnica v finalu | Rezultat finala |
| 1938 | Amatersko prvenstvo Francije     | Nelly Landry         | 6–0, 6–3        |
| 1939 | Amatersko prvenstvo Francije (2) | Jadwiga Jędrzejowska | 6–3, 8–6        |

#### Porazi (6)
| Leto | Turnir                           | Nasprotnica v finalu | Rezultat finala |
| 1929 | Amatersko prvenstvo Francije     | Helen Wills          | 3–6, 4–6        |
| 1932 | Amatersko prvenstvo Francije (2) | Helen Wills          | 5–7, 1–6        |
| 1933 | Amatersko prvenstvo Francije (3) | Margaret Scriven     | 2–6, 6–4, 4–6   |
| 1935 | Amatersko prvenstvo Francije (4) | Hilde Krahwinkel     | 2–6, 1–6        |
| 1936 | Amatersko prvenstvo Francije (5) | Hilde Krahwinkel     | 3–6, 4–6        |
| 1937 | Amatersko prvenstvo Francije (6) | Hilde Krahwinkel     | 2–6, 4–6        |

### Ženske dvojice (13)

#### Zmage (9)
| Leto | Turnir                           | Partnerica           | Nasprotnici v finalu                   | Rezultat finala |
| 1933 | Amatersko prvenstvo Francije     | Elizabeth Ryan       | Sylvie Jung Henrotin Colette Rosambert | 6–1, 6–3        |
| 1933 | Prvenstvo Anglije                | Elizabeth Ryan       | Freda James Billie Yorke               | 6–2, 9–11, 6–4  |
| 1934 | Amatersko prvenstvo Francije (2) | Elizabeth Ryan       | Helen Jacobs Sarah Palfrey             | 3–6, 6–4, 6–2   |
| 1934 | Prvenstvo Anglije (2)            | Elizabeth Ryan       | Dorothy Andrus Sylvie Jung Henrotin    | 6–3, 6–3        |
| 1936 | Amatersko prvenstvo Francije (3) | Billie Yorke         | Jadwiga Jędrzejowska Susan Noel        | 2–6, 6–4, 6–4   |
| 1937 | Amatersko prvenstvo Francije (4) | Billie Yorke         | Dorothy Andrus Sylvie Jung Henrotin    | 3–6, 6–2, 6–2   |
| 1937 | Prvenstvo Anglije (3)            | Billie Yorke         | Phyllis King Elsie Goldsack            | 6–3, 6–3        |
| 1938 | Amatersko prvenstvo Francije (5) | Billie Yorke         | Nelly Adamson Arlette Halff            | 6–3, 6–3        |
| 1939 | Amatersko prvenstvo Francije (6) | Jadwiga Jędrzejowska | Alice Florian Hella Kovac              | 7–5, 7–5        |

#### Porazi (4)
| Leto | Turnir                       | Partnerica           | Nasprotnici v finalu       | Rezultat finala |
| 1930 | Amatersko prvenstvo Francije | Simone Barbier       | Elizabeth Ryan Helen Wills | 3–6, 1–6        |
| 1935 | Prvenstvo Anglije            | Hilde Sperling       | Freda James Kay Stammers   | 1–6, 4–6        |
| 1938 | Prvenstvo Anglije (2)        | Billie Yorke         | Sarah Palfrey Alice Marble | 2–6, 3–6        |
| 1938 | Nacionalno prvenstvo ZDA     | Jadwiga Jędrzejowska | Sarah Palfrey Alice Marble | 8–6, 4–6, 3–6   |

### Mešane dvojice (4)

#### Zmage (2)
| Leto | Turnir                           | Partner        | Nasprotnika v finalu                  | Rezultat finala |
| 1937 | Amatersko prvenstvo Francije     | Yvon Petra     | Marie-Luise Horn Roland Journu        | 7–5, 7–5        |
| 1938 | Amatersko prvenstvo Francije (2) | Dragutin Mitić | Nancye Wynne Bolton Christian Boussus | 2–6, 6–3, 6–4   |

#### Porazi (2)
| Leto | Turnir                       | Partner           | Nasprotnika v finalu       | Rezultat finala |
| 1937 | Prvenstvo Anglije            | Yvon Petra        | Alice Marble Don Budge     | 1–6, 4–6        |
| 1939 | Amatersko prvenstvo Francije | Franjo Kukuljević | Sarah Palfrey Elwood Cooke | 6–4, 1–6, 5–7   |